# کوپرا
سیات کوپرا که با نام تجاری کوپرا شناخته می‌شود یکی از شرکت‌های تابعهٔ شرکت خودروسازی سیات اسپانیا که خود از زیرمجموعه‌های گروه فولکس‌واگن است. با معرفی کوپرا در سال ۲۰۱۸ همه فعالیت‌های ورزشی گروه سیات تحت این عنوان انجام می‌شود. کوپرا TCR برای مسابقات اتومبیل‌رانی سال ۲۰۱۸ معرفی شد.

## تاریخچه
در سال ۱۹۷۱ شرکت خودروسازی سیات بخشی را برای تولید خودروهای ویژه اتومبیل رانی تاسیس کرد. و خیلی زود در سال ۱۹۷۷ با خودرو سیات ۱۲۴  و توسط رانندگان آنتونیو زنینی و سالوادر کانیاس موفق به کسب عناوین سوم و چهارم رالی مونت کارلو شد.
همچنین این بخش از خودروسازی سیات از سال ۱۹۸۵ در مسابقات موتورسواری نیز شرکت می کند
در تاریخ ۳۱ ژانویه ۲۰۱۸ سیات اعلام کرد که از ۲۲ فوریه سال ۲۰۱۹ بطور رسمی اولین خودروی مستقل کوپرا با لوگوی جدید به بازار عرضه خواهد شد. 
سیات امیدوار است تا سال ۲۰۲۳ سود ناشی از تولید و عرضه محصولات جدید با نام تجاری جدید درآمد حاصله این شرکت را به دوبرابر برساند.
تاکنون سیات خط تولید محصول خود سیات لئون را در چندین مدل تحت نام جدید کوپرا به بازار عرضه کرده است